# В лесу сегодня не до сна
«В лесу сегодня не до сна» (пол. W lesie dziś nie zaśnie nikt) — польский фильм ужасов 2020 года  режиссёра Бартоша Ковальского, один из первых слэшеров Польши. 
Премьера фильма была запланирована на 13 марта, но из-за закрытия кинотеатров в связи с эпидемией SARS-CoV-2, она была перенесена на 20 марта 2020 года и состоялась на платформе Netflix.

## Сюжет
Немолодой почтальон (Мирослав Зброевич) на велосипеде доставляет письма в отдалённые дома посреди леса. Остановившись у одного из них, он слышит странные звуки, доносящиеся из погреба. Когда мужчина подходит к окну, нечто хватает его за ноги и утаскивает внутрь дома.
Группа подростков-выпускников, зависимых от Интернета и своих гаджетов, отправлена своими родителями в так называемые «оффлайн-каникулы» в специализированный летний лагерь. Отдав телефоны вожатым, молодые люди проведут лето в лесах Польши, будучи отрезанными от цивилизации и технологий. Подростков разделяют на группы и назначают каждой группе опекуна.
В группу вожатой Изабеллы (Габриэла Мускала) попадают пятеро ребят: тихая Зося (Юлия Венява), парень-атлет Даниэль (Себастьян Дела), легкомысленная блондинка Анеля (Виктория Гонсевская), неуклюжий толстяк-ютубер Юлик (Михал Лупа) и скрытый гей Бартек (Станислав Цивка). Они отправляются в поход с палатками вглубь лесов.
По пути молодёжь натыкается на разорванный труп оленя, однако Изабелла успокаивает их, объяснив всё проделками браконьеров. Вечером они разбивают лагерь у озера, и сидя у костра ближе знакомятся друг с другом. Когда все уходят спать, Даниэль спускается к озеру, где уединяется с Анелей. После секса он лежит в своём спальном мешке и подвергается нападению жуткого деформированного амбала: мутант хватает мешок и несколькими ударами о дерево убивает Даниэля.
На следующее утро, Иза, не обнаружив одного из своих подопечных, решает отправиться на его поиски. Обнаружив на дереве кровь, она вместе с Юликом и Зосей идёт искать Даниэля, в то время как Бартек и Анеля остаются у палаток. Троица натыкается на дом в глуши и решает зайти внутрь, чтобы попросить помощи. Обнаружив в погребе тело своего товарища, они слышат, как в дом возвращается мутант. Иза решает задержать его, пока ребята не выберутся через окно в погребе, и в итоге гибнет. Обезглавив вожатую, деформированный маньяк бросает её голову под ноги Зосе и Юлику. Тем временем Бартек и Анеля, сидящие у озера, подвергаются нападению ещё одного чудища — оно пробивает затылок Анели металлической трубой. Бартеку удаётся сбежать.
Зося и Юлик добираются до другого дома, они встречаются с его хозяином, стариком-смолокуром. Старик с ружьём рассказывает им, что напавшие на них: братья-близнецы, которые много лет назад, будучи детьми, играли в лесу и подверглись облучению радиацией от неизвестного объекта, который они нашли в обломках разбившегося самолёта. Старик признаётся, что и сам сталкивался с близнецами, когда тридцать лет назад был почтальоном. Он также предлагает ребятам остаться с ним и дождаться помощи, так как у него есть оружие и еда, но Зося решает самостоятельно вызвать полицию. Параллельно с этим Бартек добегает до костёла у дороги и просит у находящегося там ксёндза вызвать полицию. Но ксёндз-радикал избивает его и связывает, поскольку знает об ориентации Бартека. Выйдя на улицу, ксёндз сам становится жертвой монстра, который запихивает его в дробилку для дерева. Сам Бартек, освободившись от верёвок, пытается спрятаться в исповедальне, но один из близнецов его обнаруживает.
Зося и Юлик возвращаются в дом братьев, чтобы позвонить со смартфона, который Даниэль спрятал когда приехал в лагерь. Их план проваливается: Зося попадает в плен к мутантам, а Юлика тяжело ранит один из братьев, вонзив нож ему в живот и откусив язык. Впоследствии Зоси приходиться добить его. Оказавшись рядом со смартфоном Даниэля, она пытается вызвать полицию, но он разряжается. Освободившись от цепей при помощи ножа, она пробирается в комнату одного из братьев и убивает его, пока он спит. В это же время старик, ожидавший прихода близнецов, по ошибке убивает Бартека, который постучавшись в двери бывшего почтальона, оказывается застрелен из ружья.
Выбравшись из дома, Зося добегает до машины полицейского (Олаф Любашенко), который дежурит у лесной дороги. Он везёт её в город, но по пути врезается в мутанта. Выйдя из машины, он подходит к телу маньяка, но тот «оживает» и разрубает его топором. Зосе удаётся пересесть на водительское сидение и задавить убийцу насмерть.
В конце фильма показано, что повреждения, которые получили близнецы, были несмертельными и они, по всей видимости, продолжат убивать.

## В ролях
| Актёр                 | Роль                              |
| --------------------- | --------------------------------- |
| Юлия Венява           | Зося Вольская                     |
| Михал Лупа            | Юлик Росейка                      |
| Габриэла Мускала      | вожатая-опекунка Изабелла (Иза)   |
| Мирослав Зброевич     | почтальон / «смолокур»            |
| Виктория Гонсевская   | Анеля Турек                       |
| Станислав Цивка       | Бартек Соколовский                |
| Себастьян Дела        | Даниэль Чайка                     |
| Пётр Цирвус           | ксёндз                            |
| Олаф Любашенко        | полицейский                       |
| Войцех Мецвальдовский | управляющий летним лагерем Оливер |

## Критика
Альберт Новицки (рецензент сайта His Name is Death) сравнил фильм с культовым слэшером «Пятница, 13-е», добавив: «Ковальский не воплощает в своем фильме высокохудожественного видения, но «В лесу сегодня не до сна» — это совершенно беспрецедентный проект для польского кино. Нам годами не везло с фильмами ужасов, и создатель фильма „Plac Zabaw” решил развеять это проклятие».
В рецензии для издания Telemagazine Кшиштоф Поласки назвал проект «отличной работой и доказательством того, что если за камерой стоит творец, у которого есть план и видение, то правильное выполнение работы является лишь формальностью».

## Сиквел
Под конец марта 2021 года стало известно, что идут работы над сиквелом фильма: режиссёрское кресло вновь займёт Бартош Ковальский, а Юлия Венява и Войцех Мецвальдовский вернутся к своим ролям.
Фильм вышел в конце октября 2021 года.